# Julius Knuth

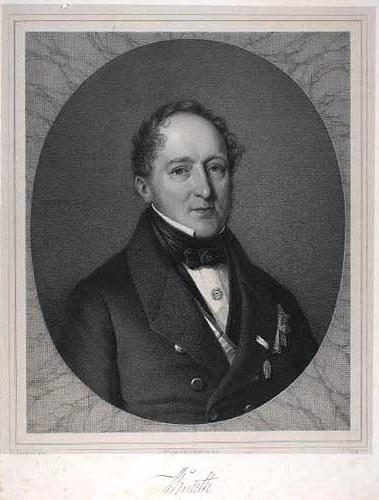
Julius Knuth (nach 1840)

Graf Frederik Christian Julius Knuth-Knuthenborg (* 12. Juli 1787 in Kopenhagen; † 30. Oktober 1852 ebenda) war ein dänischer Amtmann und Kammerherr.

## Leben
Knuth entstammte dem mecklenburgisch-dänischen Uradelsgeschlecht Knuth, er war der zweite Sohn von Frederik Knuth und dessen Gattin Juliane Marie, geborene von Møsting. Sein älterer Bruder war Eggert Christopher Knuth.
1809 wurde Knuth cand.jur, 1810 Kammerjunker. 1815 wurde er Amtmann über Holbæk Amt. 1831 wurde er Stiftsamtmann über Sjællands Stift und die Färöer und zur selben Zeit Amtmann über Københavns Amt. Knuth war zudem Herr des Gutes Bonderup auf Midtsjjælland und Verwalter des Gutes Knuthenborg auf Lolland. 1831 bis 1840 war er Mitglied der Generaleinquartierungskommission. 1840 wurde er 1847 Geheimkonferenzrat.

## Auszeichnungen
- 1. November 1828: Ritterkreuz des Dannebrogordens
- 12. März 1832: Dannebrogsmændenes hæderstegn
- 28. Oktober 1836: Komtur des Dannebrogordens
- 22. Mai 1840: Großkreuz des Dannebrogordens

## Ehen und Nachkommen
Am 2. August 1811 heiratete Knuth Ulrica Christiane Haxthausen-Tienhausen (* 7. November 1787; † 18. August 1819) in Christiansborg Slotskirke in Kopenhagen. Der Ehe entsprangen drei Kinder:
- Graf Eggert Frederik Christopher Knuth-Knuthenborg (* 10. September 1813 in Kopenhagen; † 15. Juni 1830 auf Bonderup)
- Gräfin Marie Caroline Vilhelmine Knuth-Knuthenborg (* 16. Mai 1815; 13. April 1831)
- Graf Frederik Gottschalck Knuth-Knuthenborg, til Holtegaard (* 20. März 1817;  † 13. Dezember 1886 in Frederiksberg)

Nach dem Tode seiner ersten Frau heiratete Knuth am 7. Dezember 1822 Georgine Frederikke Vilhelmine von Hauch (* 12. Mai 1796; † 4. Oktober 1841). Der Ehe entsprangen sieben Kinder:
- Johan Sigismund Knuth-Knuthenborg zu Store Grundet (* 5. Oktober 1823 in Kopenhagen; † 30. Oktober 1885 ebenda)
- Juliane Pauline Sophie Knuth-Knuthenborg (* 2. Februar 1826 auf Bonderup; † 6. März 1911 in Kopenhagen)
- Ulrikke Amalie Frederikke Knuth-Knuthenborg (* 8. März 1828 auf Bonderup; † 20. Januar 1887 in Kopenhagen) ⚭ Christian Eigil Valdemar Schiern (1818–1865), Kapitän
- Adam Vilhelm Frederik Knuth-Knuthenborg (* 17. August 1829 auf Bonderup; † 12. Juni 1902 in Kopenhagen)
- Charlotte Frederikke Knuth-Knuthenborg (* 19. Dezember 1830 auf Bonderup; † 15. Juli 1883 in Kopenhagen) ⚭ Carl Christian Frederik Adolph von Holstein (1816–1881), Politiker
- Frederik Christian Julius Knuth-Knuthenborg (* 14. April 1832 in Kopenhagen; † 29. September 1882 auf Jomfruens Egede), der Diplomat Kjeld Gustav Knuth-Winterfeldt war sein Enkel
- Sophie Vibeke Knuth-Knuthenborg (* 5. März 1834 in Kopenhagen; 24. August 1861 in Odense) ⚭ Severin Jacob Løvenskiold (1816–1888), Hofjägermeister

Alle Kinder trugen den Titel „Graf“ respektive „Gräfin“.
Nach dem Tod seiner zweiten Frau heiratete Knuth am 4. August 1846 Catharine Frederikke Haxthausen af Tienhausen (* 10. August 1800; 11. Mai 1877), Schwester seiner ersten Frau.

## Vorfahren
| Julius Knuth Graf von Knuthenborg | Frederik Knuth Graf von Knuthenborg   | Eggert Christopher Knuth Graf von Knuthenborg           | Adam Christoph von Knuth Graf von Knuthenborg                       |
| Julius Knuth Graf von Knuthenborg | Frederik Knuth Graf von Knuthenborg   | Eggert Christopher Knuth Graf von Knuthenborg           | Ida Margrethe von Knuth                                             |
| Julius Knuth Graf von Knuthenborg | Frederik Knuth Graf von Knuthenborg   | Maria Knuth, geb. von Numsen                            | Michael von Numsen Generalfeldmarschall                             |
| Julius Knuth Graf von Knuthenborg | Frederik Knuth Graf von Knuthenborg   | Maria Knuth, geb. von Numsen                            | Margrethe Marie Thomasine von Numsen, geb. von Ingenhaef            |
| Julius Knuth Graf von Knuthenborg | Juliane Marie Knuth, geb. von Møsting | Frederik Christian von Møsting Geheimrat                | Alexander Frederik von Møsting Hofmeister                           |
| Julius Knuth Graf von Knuthenborg | Juliane Marie Knuth, geb. von Møsting | Frederik Christian von Møsting Geheimrat                | Christine Elisabeth von Møsting, geb. von Knuth                     |
| Julius Knuth Graf von Knuthenborg | Juliane Marie Knuth, geb. von Møsting | Elisabeth Cathrine von Møsting, geb. von Schack Hofdame | Otto von Schack Herr zu Kjærstrup und Bramslykke                    |
| Julius Knuth Graf von Knuthenborg | Juliane Marie Knuth, geb. von Møsting | Elisabeth Cathrine von Møsting, geb. von Schack Hofdame | Elisabeth Birgitte von Schack, geb. von Rantzau Herrin zu Kjærstrup |